# B-Real
B-Real, de son vrai nom Louis Freese (né le 2 juin 1970 à Los Angeles, en Californie), est un rappeur et acteur américain. Il est surtout connu pour être le leader du groupe de hip-hop Cypress Hill.

## Biographie
Né le 2 juin 1970 à Los Angeles d'un père mexicain et d'une mère cubaine. B-Real quitte son père à 5 ans avec sa mère et sa sœur pour vivre à South Gate. Il finit ensuite par habiter South Central Los Angeles, l'une des zones les plus dramatiquement rongées par les gangs et le crack de toute la métropole. Il rencontre à la Bell High School les frères Reyes, alias Sen Dog et Mellow Man Ace, avec lesquels il fonde le groupe musical Cypress Hill. Sen Dog, alors membre du South Swan Blood, branche du gang de rue d'origine afro-américaine des Bloods, y fait entrer B-Real qui devient dealer. Son mode de vie lui vaut finalement de recevoir une balle dans un poumon en 1988, événement qui lui donne à réfléchir ainsi qu'à Sen Dog et les amène à quitter le gang pour se consacrer au hip-hop.
B-Real est caractérisé par une voix unique, un phrasé haché et particulièrement percutant. Ses textes sont souvent introspectifs, basés sur son expérience des rues de Los Angeles. S'il s'exprime dans la majorité de ses titres en anglais, il rappe également en espagnol, sa langue d'origine, notamment sur tout l'album intitulé Los Grandes Éxitos En Español.
B-Real s'est également impliqué dans de nombreux projets musicaux parallèles. Il forme le groupe de rap metal, Kush, avec le guitariste des Deftones Stephen Carpenter et les membres de Fear Factory Christian Olde Wolbers et Raymond Herrera,. Selon B-Real, Kush est plus agressif que les autres groupes du genre. Il se lance également dans la production, notamment avec son groupe de rap hardcore The Psycho Realm. Le groupe publie deux albums, The Psycho Realm en 1997, et A War Story en 2000. En 1998, il joue brièvement dans Les Razmokets, le film.
La plus importante partie de sa carrière ayant été consacrée à Cypress Hill, B-Real entame un parcours solo. Il publie son premier album Smoke N Mirrors le 24 février 2009, qui atteint la 148e place du classement Billboard 200. Au début de 2012, B-Real apparaît sur le single Untouchable de la chanteuse française Lætitia Larusso. En 2014, il publie une mixtape intitulée Prohibition en duo avec le rappeur Berner (Taylor Gang).
En 2016, il rejoint la formation Prophets of Rage, composée de trois anciens membres de Rage Against the Machine et de deux membres de Public Enemy. Cette formation, fortement politisée, voit le jour en réaction à l'élection de Donald Trump. En 2017, il fait une collaboration sur le morceau Black Cadillac issu de l'album V du groupe Hollywood Undead.
Il possède également un « dispensaire médical » de cannabis, le Dr Greenthumb Delivery à Santa Ana - Orange County dans la région de Los Angeles. Aussi une webtv dans son studio à Los Angeles.

## Discographie

### Album studio
- 2009 : Smoke N Mirrors
- 2016 : Prohibition Part 3 (avec Berner)
- 2020 : Los Meros (avec Berner)
- 2021 : Tell You Somethin (avec Scott Storch)

### Mixtapes
- 2005 : The Gunslinger
- 2006 : The Gunslinger Part. II: Fist Full of Dollars
- 2007 : The Gunslinger Part III: For a Few Dollars More
- 2010 : B-Real Presents: The Harvest
- 2014 : Prohibition
- 2015 : The Prescription

### EP
- 2014 : Prohibition (avec Berner)
- 2015 : Prohibition part. 2 (avec Berner)

## Filmographie
- 1993 : Who's the Man? de Ted Demme
- 2003 : Shade les maîtres du jeu